# Michel Raynaud
Ne doit pas être confondu avec Michèle Raynaud.
Pour les articles homonymes, voir Raynaud.
Michel Raynaud , né le 16 juin 1938 à Riom et mort le 10 mars 2018 à Rueil-Malmaison,, est un mathématicien français, membre du groupe Nicolas Bourbaki. Ses recherches portent notamment sur la géométrie algébrique.

## Biographie
Né en 1938, Michel Raynaud obtint son doctorat en 1968 sous la direction d'Alexandre Grothendieck et de Jean-Pierre Serre pour une thèse intitulée Faisceaux amples sur les schémas en groupes et les espaces homogènes.
Depuis 1967, il est professeur à l'université Paris-Sud 11, et professeur émérite depuis 2001.
En 1994, il est élu correspondant de l'Académie des sciences.
L'épouse de Michel Raynaud, Michèle Raynaud, est mathématicienne. Elle a effectué son doctorat sous la direction de Grothendieck et a notamment contribué au SGA 1, SGA 2 et SGA 7.

## Contributions notables
En 1983, il démontra la conjecture de Manin-Mumford (en),. Celle-ci affirme que, dans une variété abélienne A sur le corps des nombres complexes, une sous-variété qui ne contient pas de translatée de sous-variété abélienne non triviale ne contient qu'un nombre fini de points d'ordre fini de A.
Il démontra en 1994 la conjecture d'Abhyankar (en) pour la droite affine sur un corps algébriquement clos de caractéristique {\displaystyle p>0} : le groupe fondamental (au sens algébrique) de cette droite a pour quotient n'importe quel groupe fini engendré par ses p-sous-groupes de Sylow. Un énoncé analogue pour les courbes algébriques de genre quelconque fut démontré peu après par David Harbater en s'appuyant sur les résultats de Raynaud.
Outre la preuve de ces conjectures, les travaux de Raynaud ont eu une profonde influence en géométrie algébrique et arithmétique.
1. Schémas en groupes Son étude de certains schémas en groupes finis[10] est d'une grande importance en théorie des nombres (utilisée par exemple dans la preuve de la conjecture de Mordell qui a valu à Gerd Faltings la médaille Fields).
2. Géométrie analytique rigide Sa courte note sur la géométrie analytique rigide[11] relie la théorie de Tate aux schémas formels, ce qui s'est révélé comme un point de vue très fécond par la suite.
3. Foncteur de Picard L'article fondamental[12] sur l'espace de modules des courbes stables de Deligne et Mumford utilise la description du modèle de Néron[13] par Raynaud.
4. Diviseur thêta Sa théorie des diviseurs thêta en caractéristique positive est essentielle dans l'étude du groupe fondamental des courbes algébriques par Akio Tamagawa[14].
5. Contre-exemples Raynaud est par ailleurs connu pour ses contre-exemples (notamment celui au théorème d'annulation de (en) Kodaira sur un corps de caractéristique positive[15]).

## Livres et monographies
- Faisceaux amples sur les schémas en groupes et les espaces homogénes, Springer-Verlag, coll. « Lecture Notes in Mathematics » (no 119), 1968
- Anneaux locaux Henséliens, Springer-Verlag, coll. « Lecture Notes in Mathematics » (no 169), 1970
- (en) (avec S. Bosch et W. Lütkebohmert), Néron Models, Springer-Verlag, coll. « Ergebnisse der Mathematik und ihrer Grenzgebiete (en) / 3 » (no 21), 1990
- « Leçon 11, Courbes algébriques et groupe fondamental », dans Leçons de mathématiques d'aujourd'hui, vol. 2, 2003 (lire en ligne)

## Une liste de publications
- « Spécialisation des revêtements en caractéristique p>0 », ASENS,‎ 1999 (lire en ligne)
- « Revêtements de la droite affine en caractéristique p > 0 et conjecture d'Abhyankar », Invent. Math., vol. 116,‎ 1994 (lire en ligne)
- « p-groupes et réduction semi-stable des courbes », dans The Grothendieck Festschrift, vol. III, coll. « Birkhäuser », 1990 (DOI 10.1007/978-0-8176-4576-2_7, lire en ligne)
- « Sous-variétés d'une variété abélienne et points de torsion », dans Arithmetic and Geometry, vol. I, Birkhäuser, coll. « Progr. Math. » (no 35), 1983 (DOI 10.1007/978-1-4757-9284-3_14)
- « Courbes sur une variété abélienne et points de torsion », Invent. Math., vol. 71,‎ 1983 (lire en ligne)
- avec Luc Illusie, « Les suites spectrales associées au complexe de de Rham-Witt », Publ. Math. IHES,‎ 1983 (lire en ligne)
- « Sections des fibrés vectoriels sur une courbe », Bull. SMF,‎ 1982 (lire en ligne)
- « Géométrie analytique rigide d'après Tate, Kiehl », Mém. SMF,‎ 1974 (lire en ligne)
- « Schémas de groupes de types (p,…,p) », Bull. SMF,‎ 1974 (lire en ligne)
- « Fibres formelles d'un anneau local noethérien », ASENS,‎ 1970 (lire en ligne)
- « Un critère d'effectivité de descente », ASENS,‎ 1970 (lire en ligne)
- « Spécialisation du foncteur de Picard », Publ. Math. IHES,‎ 1970 (lire en ligne)
- « Fibres formelles d'un anneau local noethérien », ASENS,‎ 1970 (lire en ligne)
- « Compléments sur les sous-tores d'un préschéma en groupes. Applications aux groupes lisses, Exposé XV », dans SGA3, vol 2, 1964-1966 (lire en ligne)
- « Groupes algébriques unipotents: Extensions entre groupes unipotents et groupes de type multiplicatif, Exposé XVII », dans SGA3, vol 2, 1964-1966 (lire en ligne)

## Exposés auSéminaire Bourbaki
- « Caractéristique d'Euler-Poincaré d'un faisceau et cohomologie des variétés abéliennes », Séminaire N. Bourbaki,‎ 1964-1966 (lire en ligne)
- « Familles de fibrés vectoriels sur une surface de Riemann », Séminaire N. Bourbaki,‎ 1966-1968 (lire en ligne)
- « Travaux récents de M. Artin », Séminaire N. Bourbaki,‎ 1968-1969 (lire en ligne)
- « Compactification du module des courbes », Séminaire N. Bourbaki,‎ 1970-1971 (lire en ligne)
- « Construction analytique de courbes en géométrie non archimédienne », Séminaire N. Bourbaki,‎ 1972-1973 (lire en ligne)
- « Faisceaux amples et très amples », Séminaire N. Bourbaki,‎ 1976-1977 (lire en ligne)

## Récompenses
- En 1995, il reçut le Prix Cole[16] (conjointement avec David Harbater)  pour sa démonstration de la conjecture d'Abhyankar.
- En 1987, il reçut le Prix Ampère de l'Académie des sciences.